# فالديمار كوزاك
فالديمار كوزاك (بالبولندية: Waldemar Kozak)‏ (17 مايو 1948 بلوبلين في بولندا - ) هو لاعب كرة سلة بولندي في مركز الوسط، شارك في الألعاب الأولمبية الصيفية 1972. ولعب مع إلان شالون.

## وصلات خارجية
- فالديمار كوزاك على موقع الاتحاد الدولي لكرة السلة (الإنجليزية)
- فالديمار كوزاك على موقع سبورتس رفرنس (الإنجليزية)
- فالديمار كوزاك على موقع أوليمبيديا (الإنجليزية)
- فالديمار كوزاك على موقع اللجنة الأولمبية البولندية (مؤرشف) (البولندية)
- فالديمار كوزاك على موقع اللجنة الأولمبية البولندية (مؤرشف) (البولندية)